# Jean Hanson
Pour l’article homonyme, voir Hanson.
Jean Hanson, née le 14 novembre 1919 et morte le 10 août 1973, est une biophysicienne britannique. Elle a découvert en 1953, avec Hugh Huxley, le mécanisme moléculaire de la contraction cellulaire mettant en jeu le glissement de filaments d'actine et de myosine.